# Jasmine (西城秀樹の曲)
「Jasmine」（ジャスミン）は、西城秀樹の83枚目のシングル。2001年5月23日にユニバーサル・ポリドールから発売された。

## 解説
- 前作「時のきざはし」に続き、河村隆一（Я・K）が作曲を手がけた。
- 『第52回NHK紅白歌合戦』に出場し、本作を歌唱した。なお、西城にとってはそれが紅白における最後の歌唱となった。

## 収録曲
（全作詞：Michiko Yoshida／作曲：Я・K／編曲：Tetsuo Ishikawa）
1. Jasmine [5:06]
2. Love of My Life [3:42]
3. 君の前に -Night Jasmine- [6:45]
4. Jasmine（ac g version） [3:58]
5. Jasmine（Instrumental） [5:03]